# Купчишин Степан Васильович
Степа́н Васи́льович Купчи́шин — український військовослужбовець, лейтенант Збройних Сил України, учасник російсько-української війни. Повний кавалер ордена «За мужність» та кавалер ордена Данила Галицького.

## Військові звання
- лейтенант.

## Нагороди
- орден «За мужність» I ступеня (21 липня 2022) — за особисту мужність і самовіддані дії, виявлені у захисті державного суверенітету та територіальної цілісності України, вірність військовій присязі[1];
- орден «За мужність» II ступеня (21 серпня 2020) — за вагомий особистий внесок у зміцнення обороноздатності Української держави, мужність, виявлену під час бойових дій, зразкове виконання службових обов'язків та високий професіоналізм[2];
- орден «За мужність» III ступеня (12 жовтня 2017) — за вагомий особистий внесок у зміцнення обороноздатності Української держави, мужність, самовідданість і високий професіоналізм, виявлені під час бойових дій, зразкове виконання службових обов'язків[3];
- Орден Данила Галицького (17.05.2024) — «за особисту мужність, виявлену у захисті державного суверенітету та територіальної цілісності України, самовіддане виконання військового обов'язку»[4].